# Balç de Fontanilles
El Balç de Fontanilles es una balma de grandes dimensiones que se encuentra en el municipio de Santa Maria de Miralles, en la comarca de Noya.
Esta cavidad ha sido formada por el Torrente de Fontanilles. Hay que destacar que al fondo de la balma se encuentran una fuente y un lavadero.